# 孔憲曾
孔宪曾，字以鲁，号筱云，山东曲阜人。孔昭慈之子，孔子七十二代孫，属大宗户。清朝政治人物、进士出身。
光绪二年（1876年），登丁丑科进士，选庶吉士，散馆后授翰林院编修。